# Otto Schoetensack

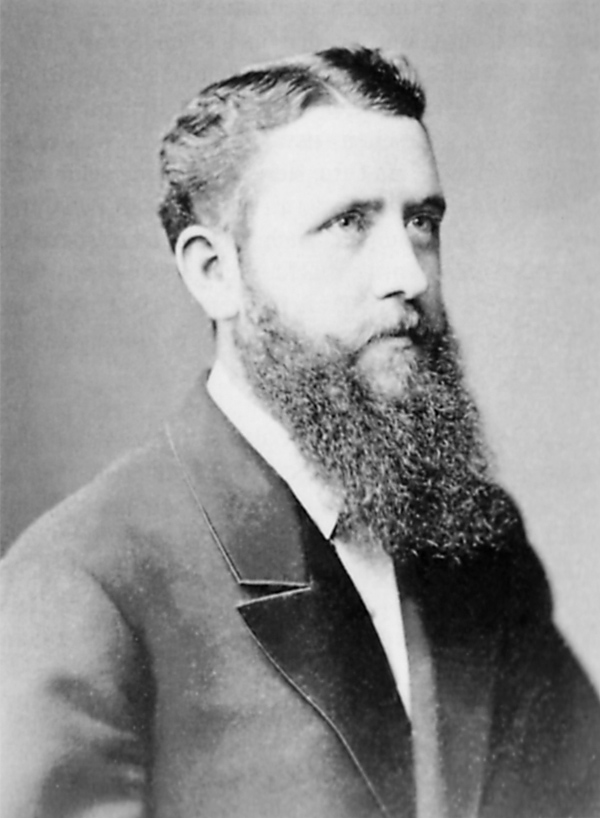
Otto Schoetensack (1882)

Otto Karl Friedrich Schoetensack (* 12. Juli 1850 in Stendal; † 23. Dezember 1912 in Ospedaletti, Ligurien, Italien) war ein deutscher Anthropologe und Paläontologe, der 1908 den Unterkiefer von Mauer wissenschaftlich beschrieb und als Homo heidelbergensis benannte. Spätere Paläoanthropologen benutzten diesen Artnamen als Bezeichnung für die europäischen Nachfahren des Homo erectus, das heißt für Fossilfunde der Gattung Homo aus der Zeit von vor ca. 600.000 bis vor 200.000 Jahren.

## Leben

### Frühe Jahre
Otto Schoetensack war der jüngste von fünf Söhnen des Stendaler Gymnasiallehrers Heinrich August Schoetensack (1812–1891) und seiner Ehefrau Julie Schoetensack geb. Würger (1804–1870). Die wissenschaftlichen Interessengebiete von Schoetensacks Vater waren Sprachwissenschaft und Geschichte.
Im Jahr 1867 verließ Otto Schoetensack als Sekundaner das Gymnasium. Von 1868 bis 1870 absolvierte er eine Lehre als Drogist in Hamburg. Anschließend arbeitete er als kaufmännischer Angestellter in Hamburg.

### Unternehmer in Göttingen und Ludwigshafen

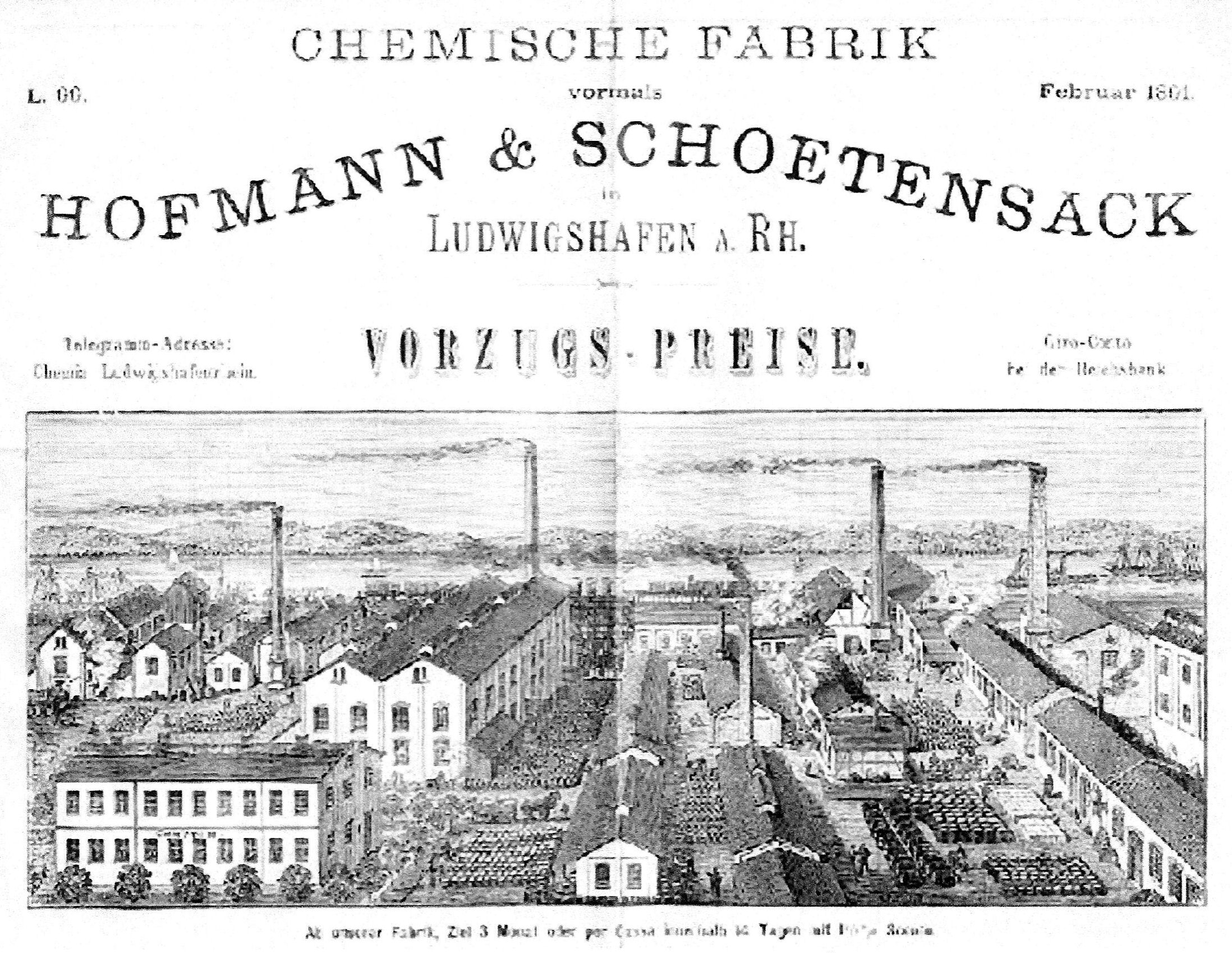
Anzeige der Chemischen Fabrik vormals Hofmann & Schoetensack in Ludwigshafen am Rhein

1873 wurde Schoetensack Teilhaber der chemischen Fabrik Saame & Co. in Göttingen, die mit einem neuen Verfahren Chloralhydrat herstellte. Im Oktober 1877 wurde die Firma aus dem Handelsregister gelöscht.
Im selben Monat war Schoetensack Mitgründer der Firma Hofmann & Schoetensack oHG in Ludwigshafen am Rhein. 1881 ging daraus die „Chemische Fabrik vormals Hofmann & Schoetensack AG“ mit Hauptsitz in Mannheim und dem Werk in Ludwigshafen hervor. Das Aktienkapital des Unternehmens betrug 900.000 Goldmark. Das Unternehmen beschäftigte 200 Arbeiter in der Produktion. Es lieferte unter anderem große Mengen Äther an das Mannheimer Unternehmen Boehringer Mannheim. Schoetensacks Unternehmen war auch Hersteller von Chloralhydrat, Chloroform und Gallussäuren. Die Firma prosperierte.
Otto Schoetensack heiratete 1878 Marie geb. Schneider (1856–1938), die Tochter eines Arztes aus Ludwigshafen am Rhein. Der Ehe entsprossen zwei Söhne, der Rechtswissenschaftler August Schoetensack (1880–1957) und der Rechtsanwalt Otto Schoetensack junior (1883–1963).
Schoetensack litt zunehmend an Atemwegsbeschwerden, möglicherweise aufgrund von giftigen Emissionen in der Chemiefabrik. Wegen einer chronischen Bronchitis verkaufte er schließlich sein  Unternehmen. Finanziell abgesichert, widmete er sich fortan der Wissenschaft, insbesondere der Paläoanthropologie.

### Studium in Freiburg
1883 ging Otto Schoetensack mit seiner Frau und seinen zwei Söhnen nach Freiburg im Breisgau. Er begann nun, mit Mitte dreißig, ein Studium der Mineralogie, Geologie, Anthropologie, Paläontologie und ergänzender Wissenschaften. 1885 wurde er an der Universität Freiburg mit einer Dissertation über Die Nephritoide des Mineralogischen und Ethnolographisch prähistorischen Museums der Universität Freiburg zum Dr. phil. promoviert, woraufhin ihm die Universität Freiburg im Jahr 1886 die Leitung dieses Museums übertrug.

### Forschung in Heidelberg

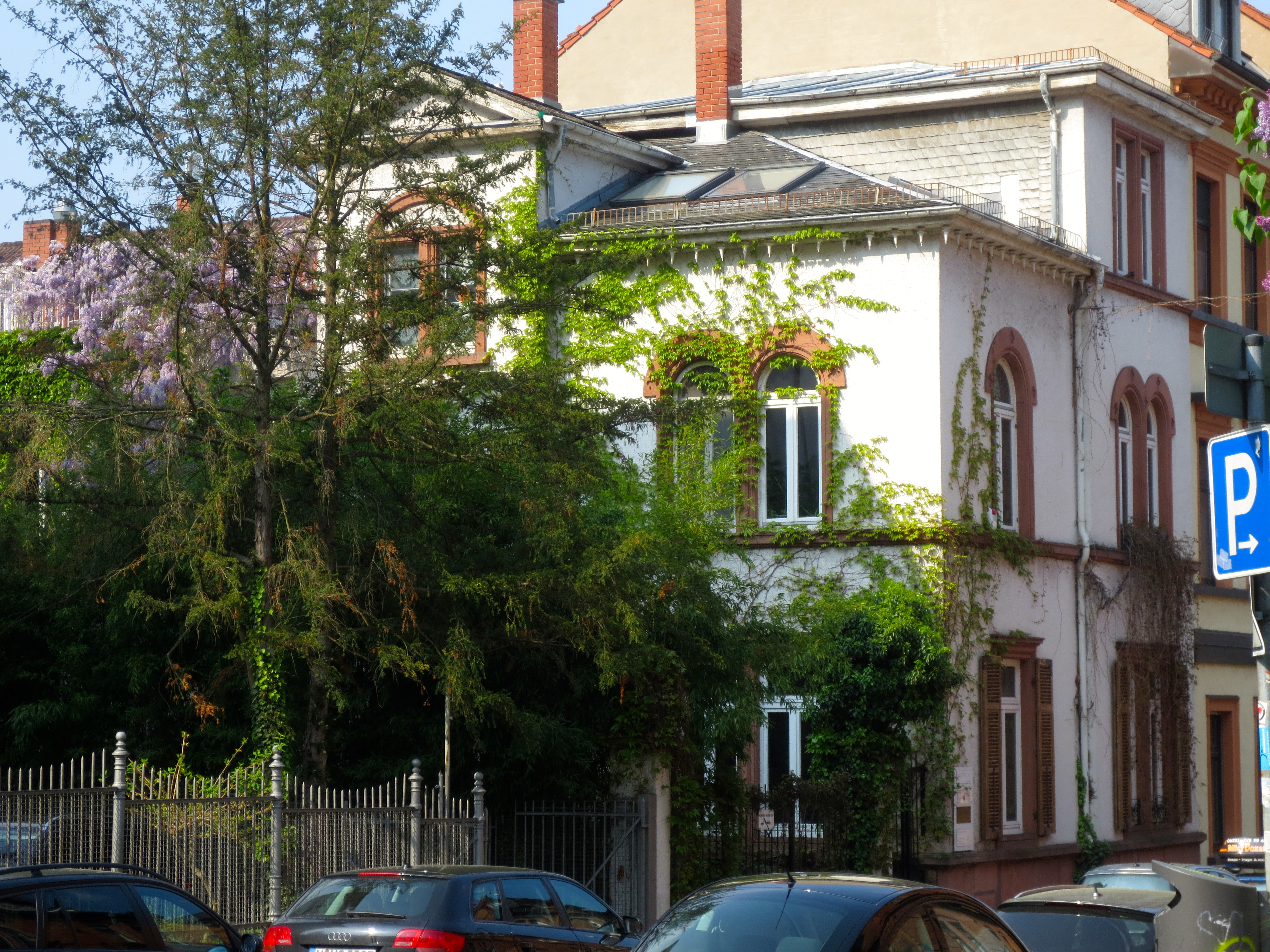
Otto Schoetensacks Wohnhaus in Heidelberg, Blumenstraße 1

1888 zog Schoetensack mit seiner Familie nach Heidelberg. Sie lebten in einem Haus in der Blumenstraße 1, das sie erworben hatten; später befand sich die Rechtsanwaltskanzlei des Sohnes Otto Schoetensack junior in diesem Haus. In Heidelberg schloss sich Otto Schoetensack der Freimaurerloge Ruprecht zu den fünf Rosen an.
Zunehmend interessierte er sich für die Genese höheren Lebens und die Entwicklungsgeschichte des Homo sapiens. Als Paläontologe richtete er sein Augenmerk auf die Sedimentgesteine in den Sandgruben der Umgebung, darunter die in der Nähe von Mauer gelegene Grube Grafenrain. Mit dem Eigner dieser Grube, Herrn Rösch, war er freundschaftlich verbunden. Schoetensack ließ die Grube überwachen. Er sorgte dafür, dass die Arbeiter sorgsam mit den Funden umgingen und ihm diese umgehend in Heidelberg meldeten.
1904 wurde er an der naturwissenschaftlich-mathematischen Fakultät der Universität Heidelberg für Urgeschichte des Menschen mit einer Arbeit über die Säugetierfauna des Neolithikums habilitiert. Diese Arbeit war im Wesentlichen eine wissenschaftliche Aufarbeitung seiner Erforschungen der Sedimente und der Fossilien in den umliegenden Sandgruben.

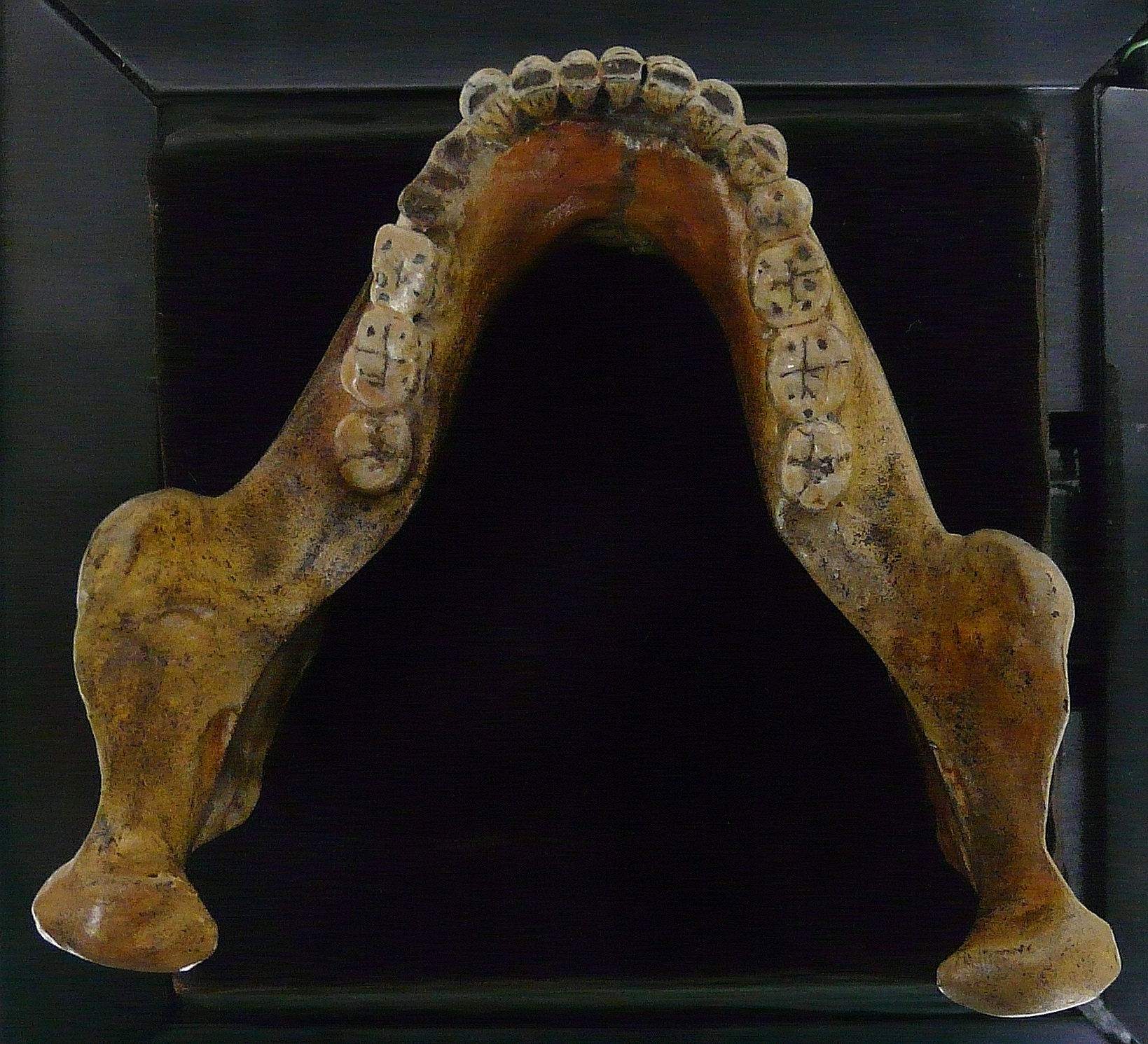
Modell des Unterkiefers von Mauer

Nach fast 20 Jahren zahlte sich die planmäßige Überwachung der Sandgrube Grafenrain bei Mauer aus: Am 21. Oktober 1907 barg der Arbeiter Daniel Hartmann einen fossilen Unterkiefer. Am nächsten Tag wurde Schoetensack unterrichtet, der den Fund sofort intensiv zu erforschen begann. Er ließ die Fundstelle von einem Geometer auf den Zentimeter genau vermessen. Den Unterkiefer von Mauer untersuchte er, wie auch andere Fossilienfunde, im Palais „Haus zum Riesen“, damals der Sitz des Geologisch-Paläontologischen Instituts der Universität Heidelberg unter der Leitung von Wilhelm Salomon-Calvi. Unterstützt unter anderem durch Hermann Klaatsch konnte Schoetensack belegen, dass der Unterkiefer zu einem Mitglied der Gattung Homo gehörte. Er nannte die Spezies Homo heidelbergensis.
1908 fasste er seine Erkenntnisse in der Schrift Der Unterkiefer des Homo heidelbergensis aus den Sanden von Mauer bei Heidelberg zusammen. Diese Erstbeschreibung des Homo heidelbergensis war sein wissenschaftliches Hauptwerk. Sie machte ihn weltweit bekannt und gilt noch heute als vorbildliche Fundbeschreibung.

### Tod

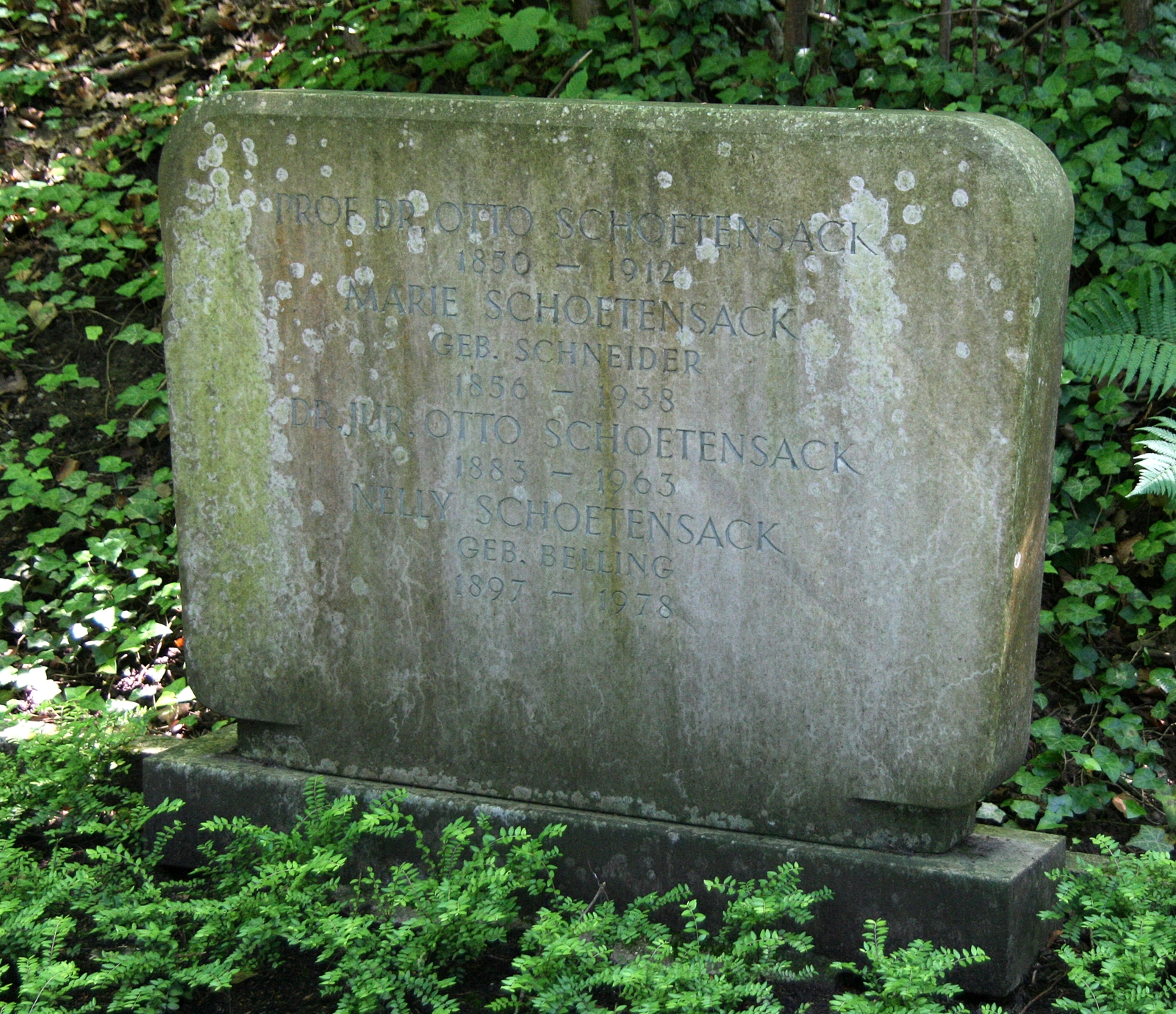
Familiengrab auf dem Heidelberger Bergfriedhof

Schoetensacks Gesundheitszustand verschlechterte sich mehr und mehr. Er war kaum noch in der Lage, seine wissenschaftlichen Vorträge vor einer größeren Hörerschaft zu halten. In dem Ort Ospedaletti, nahe Sanremo an der italienischen Riviera gelegen, erhoffte er sich Linderung von seiner fortschreitenden Atemwegserkrankung. Hier starb er am 23. Dezember 1912, im Alter von 62 Jahren, und wurde auf dem Friedhof in Ospedaletti bestattet.
Seine Ehefrau Marie überlebte ihn um 25 Jahre. Sie starb 1938 in Heidelberg und wurde auf dem Heidelberger Bergfriedhof beigesetzt (Waldabteilung B, Reihe 1). Die beiden Söhne ließen aus diesem Anlass die Gebeine ihres Vaters nach Heidelberg überführen und sie im selben Grab bestatten. In dem Familiengrab ruhen auch der Sohn Otto Schoetensack junior und dessen Ehefrau Nelly.

## Auszeichnungen
- 1909: Titularprofessor an der Universität Heidelberg
- 1909: korrespondierendes Mitglied der Anthropologischen Gesellschaften von Brüssel und Florenz
- Korrespondierendes Mitglied der Anthropologischen Gesellschaften von Moskau und Paris
- Ehrenmitglied der Société odontologique de France
- Mitglied der Berliner Gesellschaft für Anthropologie, Ethnologie und Urgeschichte

An Otto Schoetensack erinnert eine bronzene Gedenktafel an seinem ehemaligen Wohnhaus in Heidelberg, Blumenstraße 1. 

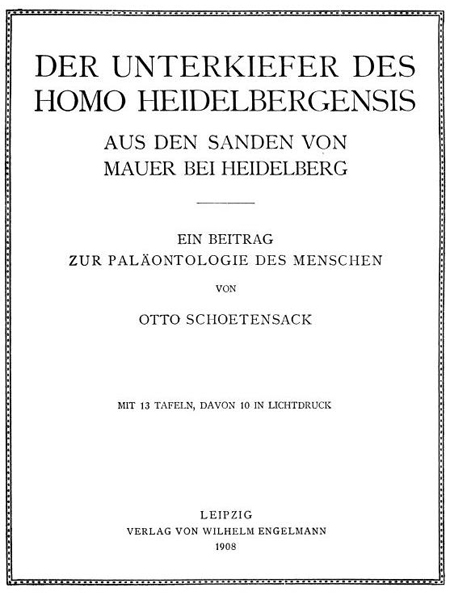
Die Erstbeschreibung des Homo heidelbergensis, Titelseite

## Veröffentlichungen (Auswahl)
- mit Eduard Krause: Die megalithischen Gräber (Steingrabkammern) Deutschlands. In: Zeitschrift für Ethnologie. Band 25, 1893, S. 105.
- Über die Bedeutung der „Hocker“-Bestattung. In: Zeitschrift für Ethnologie. Band 33, 1901, S. 522.
- Der Unterkiefer des Homo heidelbergensis aus den Sanden von Mauer bei Heidelberg. Ein Beitrag zur Paläontologie des Menschen. Verlag von Wilhelm Engelmann, Leipzig, 1908 (digitalisiert online) - Gutenberg eText